# Rocznik Lwowski
Rocznik Lwowski – czasopismo naukowe, rocznik wydawany od 1991 w Warszawie przez Instytut Lwowski.
Wydawany w formie książkowej, zawiera naukowo opracowane rozprawy, artykuły i utwory literackie (wiersze, opowiadania, sztuki teatralne) dotyczące Lwowa.
Zawiera następujące rozdziały:
1. Rozprawy, szkice i przyczynki historyczne,
2. Beletrystyka, wiersze, wspomnienia,
3. Polacy we Lwowie, lwowiacy w Polsce i na świecie,
4. Książki o Lwowie i Kresach Południowo-Wschodnich.

Założycielem i od 1991 do śmierci w 2020 r. redaktorem naczelnym „Rocznika Lwowskiego” był Janusz Wasylkowski.
Od 2017 r. kolegium redakcyjne stanowią: Oskar Stanisław Czernik, Andrzej Mierzejewski, Adam Redzik, Krzysztof Smolana i Janusz Wasylkowski.
Po śmierci Janusza Wasylkowskiego do składu kolegium została zaproszona Aleksandra Leinwand, profesor w IHN PAN, córka jednego z założycieli Rocznika Artura Leinwanda.